# حسن أتلة
حسن أتلة (1914 - 1972) هو ممثل مصري.

## حياته
ولد حسن في بورسعيد عام 1914، كان يمتلك محلاً لبيع وتأجير الآلات الموسيقية وخصوصا الآلات النحاسية في شارع محمد على. بدأ نشاطه الفنى بالإذاعة حيث كان أحد أبطالها. ظهر سينمائياً في بداية الخمسنيات بأدوار قصيرة يغلب عليها الطابع الكوميدى نجح فيها باستغلال بدانته التي عرف بها. دخل السينما عن طريق الإذاعة التي كانت أهم وسائل الترفية في ذلك الوقت من خلال البرنامج الشهير «ساعة لقلبك» الذي قدر موهبة الرجل كما قدم ثنائيا كوميديا بالإذاعة عرف باسم «حسن وحسان» ولكنه انفصل ولم يكتب له الاستمرارية، رحل في صمت دون أن يشعر به أحد.

## كلمات اشتهر بها[4]
- إنته نيلة أوى
- منبه يا معنمي منبه
- أنا عندي شعره ساعة تروح وساعة تيجي
- جوه البطيخة بره البطيخة

## أعماله
أكثر من 40 عمل سينمائي قدمها حسن أتله، ومعظهم كومبارس لبضع مشاهد.
| أسمر وجميل 1950 خضرة والسندباد القبلى 1951 فيروز هانم 1951 فرجت 1951 ليلة الحنة 1951 ادينى عقلك 1952 شمشون ولبلب 1952 عنتر ولبلب 1952 حسن ومرقص وكوهين 1954 دستة مناديل 1954 فتوات الحسينية 1954 إسماعيل يس في الجيش 1955 كيلو 99 1956 إسماعيل يس في البوليس 1956 صاحبة العصمة 1956 الست نواعم 1957 ابن حميدو 1957 إسماعيل يس في مستشفى المجانين 1958 توبة 1957 كهرمان 1959 عريس مراتى 1959 العتبة الخضراء 1959 البوليس السرى 1959 | حماتى ملاك 1959 لوكاندة المفاجأت 1959 لحن السعادة 1960 دماء على النيل 1961 عاشور قلب الأسد 1961 اقتلني من فضلك 1962 جواز في خطر 1963 عروس النيل 1963 انا وهو وهى 1964 زوجة من باريس 1964 3 لصوص 1966 مراتي مدير عام 1966 الراجل ده حيجننى 1967 الرجل الذي فقد ظله 1968 بنت من البنات 1968 نفوس حائرة 1968 للمتزوجين فقط 1969 سكرتير ماما 1969 الحلوة عزيزة 1969 واحد في المليون 1970 غروب وشروق 1970 سارق المحفظة 1970 |